# Oleksandr Černin
Oleksandr Mychajlovyč Černin (in ucraino Олександр Михайлович?, Чернін, Alexander Chernin, nella traslitterazione inglese; Charkiv, 6 marzo 1960) è uno scacchista ucraino naturalizzato ungherese che ha il titolo di grande maestro.

## Biografia
Nel 1979 si classificò secondo dietro a Yasser Seirawan al Campionato del mondo juniores di Skien in Norvegia. In gennaio dell'anno successivo vinse a Groninga il campionato europeo juniores (under 20).
Nel 1985 ha vinto, alla pari con Viktor Gavrikov e Michail Gurevič, il 52º Campionato sovietico. Nello stesso anno ha partecipato al torneo interzonale di Tunisi, qualificandosi per il torneo dei candidati di Montpellier, nel quale arrivò a metà classifica. Sempre nel 1985 ha vinto con la squadra sovietica la medaglia d'oro individuale e di squadra nel primo campionato del mondo a squadre di Lucerna.
Ha vinto numerosi tornei, tra cui Irkutsk 1980, Copenaghen e Starý Smokovec 1984, Copenaghen 1986 (alla pari con Vasilij Smyslov), Polanica-Zdrój 1988, Praga 1989, Dortmund e Marsiglia 1990, Buenos Aires 1992.
Nel 1988 si classificò pari terzo con Kiril Georgiev nel campionato del mondo lampo di Saint John in Canada, dietro al vincitore Michail Tal' e a Rafayel Vahanyan (al torneo parteciparono anche Anatolij Karpov e Garri Kasparov).
Nel 2001 si è classificato pari primo con Viswanathan Anand nel torneo "Corsica Masters", ma Anand ha prevalso nel match di spareggio.
Nel 1992 si trasferì a Budapest, acquisendo un anno dopo la nazionalità ungherese. Rappresentò l'Ungheria alle olimpiadi degli scacchi del 1994 e 1996 e in tre campionati europei a squadre, vincendo la medaglia d'argento nel 1999.
Dopo aver interrotto l'attività agonistica nel 2011 si è dedicato quasi esclusivamente all'attività di istruttore di scacchi. Tra i suoi più noti allievi figurano Fabiano Caruana e Abhimanyu Mishra.
Černin è un esperto della teoria delle aperture e ha scritto articoli per varie riviste, tra cui New in Chess. È un grande conoscitore della difesa Pirc, sulla quale nel 2001 ha scritto un libro con Lev Al'burt dal titolo Pirc Alert!.